# Gastrocopta ogasawarana
Gastrocopta ogasawarana es una especie extinta de molusco gasterópodo de la familia Pupillidae en el orden Stylommatophora.

## Distribución geográfica
Es  endémica de Japón.  